# Amsacta gangarides
Amsacta gangarides là một loài bướm đêm thuộc phân họ Arctiinae, họ Erebidae.